# Ambasadorowie Francji w Stanach Zjednoczonych
6 lutego 1778 Francuz Conrad-Alexandre Gérard, Benjamin Franklin, Silas Deane i Arthur Lee podpisali francusko-amerykański traktat sojuszniczy (1778) i francusko-amerykański traktat o przyjaźni i handlu między USA i Francją. Francja oficjalnie uznała istnienie i niepodległość USA. Odpowiednie instrukcje wydał ówczesny francuski MSZ Charles Gravier de Vergennes. Tym samym Gérard stał się pierwszym ambasadorem Francji w USA.

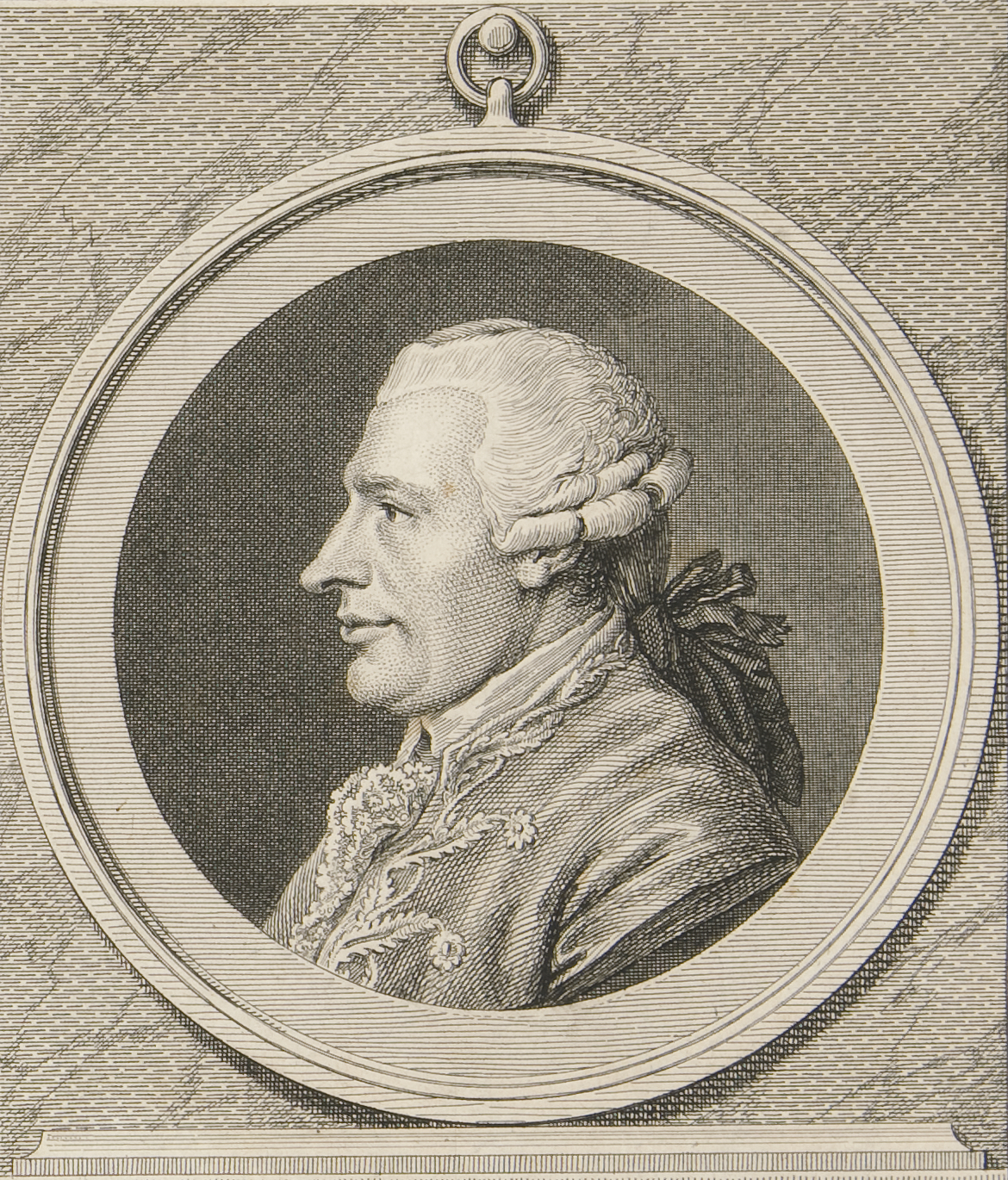
Conrad-Alexandre Gérard
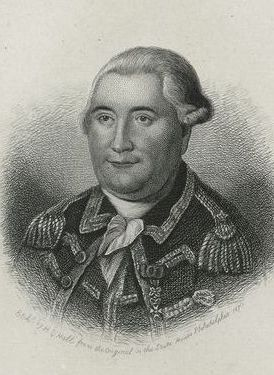
Anne-César de La Luzerne
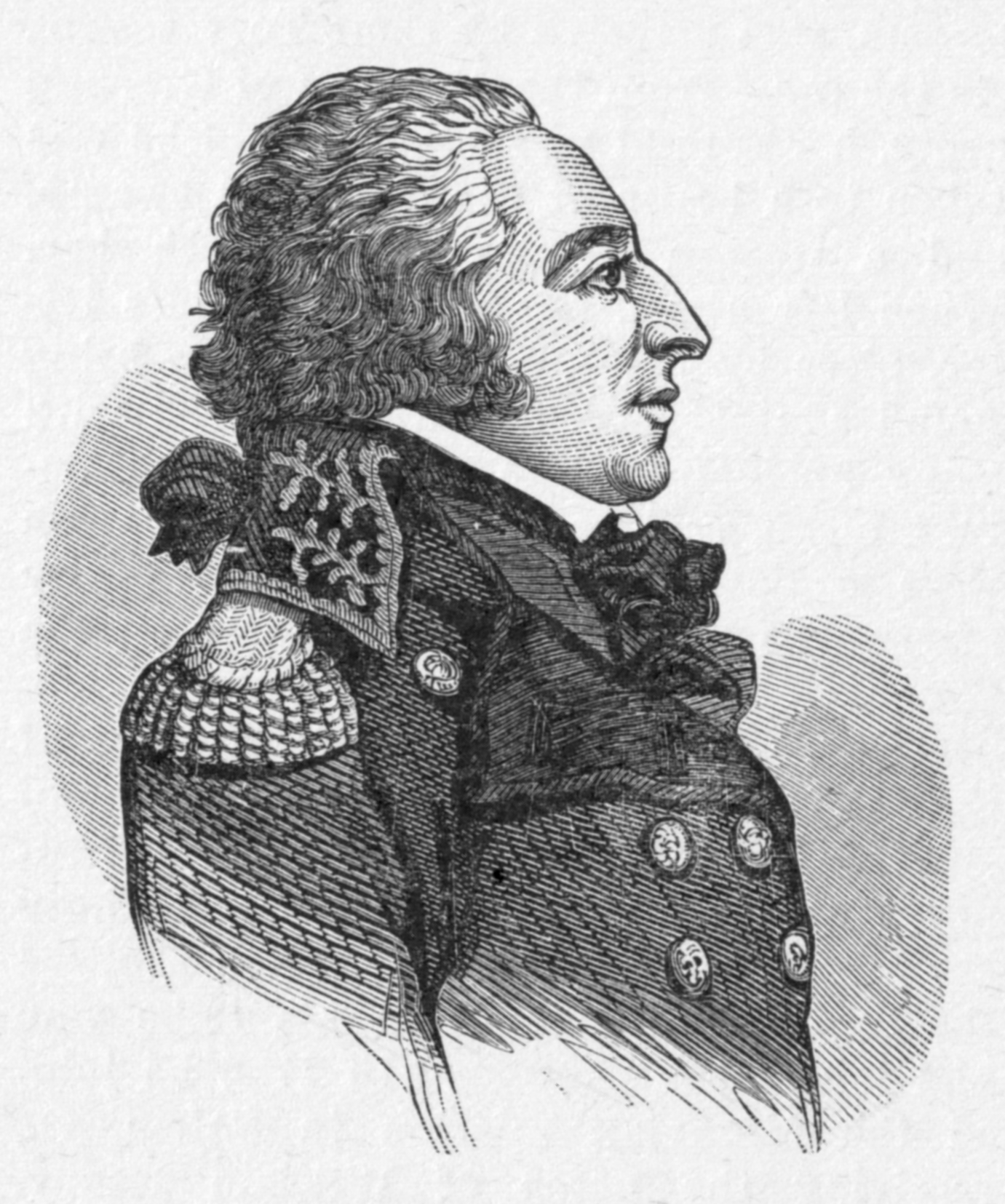
Edmond-Charles Genêt
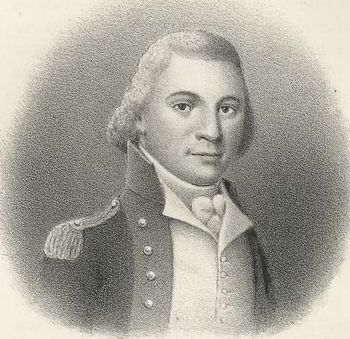
Pierre Auguste Adet

## XVIII wiek
- 1778 Conrad-Alexandre Gérard
- 1779-1787 Anne-César de La Luzerne
- 1788-1790 François-Eléonor-Elie de Moustier
- 1792 Jean-Baptiste de Ternant
- 1793 Edmond-Charles Genêt
- 1794 Jean Antoine Joseph Fauchet
- 1795-1797 Pierre Auguste Adet

## XIX wiek
- 1801 Józef Bonaparte
- 1804 Félix-Beaujour Turreau (min.pl.)
- 1810 Louis-Barbe-Charles Sérurier (env. extr. i min. pl.)
- 1816-1821 Jean-Guillaume Hyde de Neuville
- 1870 Lucien-Anatole Prévost-Paradol
- 1872 Emmanuel Henri Victurnien de Noailles
- 1890-1897 Jules Patenôtre
- 1897-1902 Jules Cambon

## XX wiek
- 1902-1924 Jean Jules Jusserand
- 1924-1925 Emile Daeschner
- 1926-1927 Zinovi Pechkoff
- 1927-1933 Paul Claudel
- 1933-1937 André Lefebvre de La Boulaye
- 1937-1938 Georges Bonnet
- 1938-1940 René Doynel de Saint-Quentin
- 1942 Adrien Tixier
- 1943 Henri Hoppenot
- 1944-1954 Henri Bonnet
- 1955-1956 Maurice Couve de Murville
- 1956-1965 Hervé Alphand
- 1963-1965 Bruno de Leusse
- 1965-1972 Charles Lucet
- 1972-1977 Jacques Kosciusko-Morizet
- 1977-1981 François Lefebvre de Laboulaye
- 1981-1984 Bernard Vernier-Palliez
- 1984-1989 Emmanuel Jacquin de Margerie
- 1989-1995 Jaques Andreani

## XXI wiek
- 1995-2002 François Bujon de L'Estang
- 2002-2007 Jean-David Levitte
- od września 2007 Pierre Vimont